# Екскавати
Екскавати (Excavata, від лат. ex — «зовнішній» и cava — «борозна, порожнина») — група одноклітинних еукаріотів, виділених за наявністю в клітині вентральної борозни. Можуть бути як авто- так і гетеротрофами; деякі можуть змінювати свій тип живлення. Вважається, що їх хлоропласти сформувались внаслідок ендосимбіозу з зеленими водоростями[джерело?]. Найвідомішими представниками є евгленові.

## Будова
Типовий представник цієї групи має одне ядро й два різноспрямовані джгутики. Один із джгутиків спрямований назад і лежить у вентральній борозні, від якої й походить назва всієї групи. У тій же борозні розташований клітинний рот. Один з джгутиків, як правило, довший за інший (його називають основним), при поділі клітини кожній дочірній відходить по одному жгутику. У тій клітині, якій відійшов короткий джгутик, він стає основним. Мітохондрії редуковані[джерело?].

## Систематика
На початку 2000-х років Кавальє-Сміт включив виділену ним групу екскаватів до надгрупи дводжгутикових (Bikonta).
За пізнішими філогенетичними дослідженнями групу розміщували ближче до кореня еволюційного дерева еукаріотів — десь між Unikonta та мегагрупою з Archaeplastida, Rhizaria і Chromalveolata (2012 року мегагрупу такого складу назвали Diaphoretickes, що грецькою означає «різноманітні»). 

На початку 2010 років екскаватів поділяли на дві лінії: Discoba та Metamonada. Першу лінію вважали примітивнішою (розташованою ближче до кореня еволюційного дерева еукаріотів).
Дослідження 2018 року показували, що лінія Metamonada споріднена з Amorphea, і дослідники схилялися до об'єднання їх у групу з умовною назвою Amorphea+. Discoba залишалася окремою гілкою.
- Discoba[джерело?]
  - тип Euglenozoa
  - тип Percolozoa
  - тип Loukozoa
- Metamonada[джерело?]
  - тип Preaxostyla
  - тип Fornicata
  - тип Parabasalia